# Aéroport d'Iriba
L'aéroport d'Iriba est un aéroport d'usage public situé près d'Iriba, dans la région du Wadi Fira au Tchad.